# Palata Martinović
Palata Martinović je palata u Perastu. Palata je peraškog bratstva (kazade) Čizmai i afiliranih joj Martinovića.
Do palate se dolazi ulicom od kuće Tripa Kokolje koja vodi prema glavnom trgu i katoličkoj crkvi sv. Nikole, u blizini palate Brajković Martinović, uz brdo, na istočnom kraju Penčića, u zapadnom dijelu Perasta. Uzbrdo se "veljom" ulicom dođe do tvrđave sv. Križa.
Po starosti je jedna od starijih palata u Perastu.
Na palati je grb kazade Čizmai kojoj su pripadali Martinovići, po kojima se zove palata. Na grbu je ruka koja drži granu.
Stilski palata pripada baroku.
Kompleks građevina Martinović danas je u ruševnom stanju.

## Spoljašnje veze
- Veroljub Trifunović Veroljub Trifunović: Perast - gospodar luka: 47: Smekija

42° 29′ 11.22″ N 18° 41′ 54.82″ E / 42.4864500° С; 18.6985611° И Координате: Параметар: "type=" треба бити "type:"